# 巴克利 (內華達州)
巴克利（英語：Barclay）是位於美國內華達州林肯縣的非建制地區。

## 歷史
巴克利的郵局於1899年設立，1905年關閉後又於1907年重啟，最終於1910年停運。

## 地理
巴克利所處的海拔為高於海平面1632米（即5354英呎），而該地所採用的時區為UTC-8，即太平洋时区（PST）。同時該地設有夏令時間，為UTC-8調快一小時，即UTC-7（PDT）。